# 高斗光
高斗光（？—？），字剑符，又字拱宸，号星垣，山東兗州嘉祥縣嘉祥鎮北關人。明末清初政治人物。

## 生平
幼年家贫，笃志好学。万历三十七年己酉科举人，四十七年（1619年）中己未科进士，工部觀政，四十八年初授河南开封府尉氏县知县。天啟二年（間）1622年），補南和縣知縣，五年升南京都察院经历，崇祯二年升南户部员外郎，本年升郎中，四年升保定府知府，六年升密云道副使。官至鳳陽總督。崇祯十五年六月为张献忠所败，連失五城，被革职。
明亡仕清，順治二年七月，授偏沅巡撫，四年九月因蓄发，被降二级調用，五年八月革职。

## 家族
曾祖高学仁，医官。祖父高汝梧，廪生。父高爵，庠生。